# Polybia nigrina
Polybia nigrina är en getingart som beskrevs av Richards 1978. Polybia nigrina ingår i släktet Polybia och familjen getingar. Inga underarter finns listade i Catalogue of Life.